# アラン・ベイカー
アラン・ベイカー（Alan Baker、1939年8月19日 – 2018年2月4日）は、ロンドン出身のイギリスの数学者。王立協会フェロー。数論、特に超越数の理論の研究で知られる。1970年、31歳の時に、ディオファントス方程式に関する功績により、フィールズ賞を受賞した。ユニヴァーシティ・カレッジ・ロンドンのハロルド・ダベンポートの下で数学の研究を始め、後にケンブリッジ大学に移った。専門は他にディオファントス幾何などである。教え子にジョン・H・コーツらがいる。
1966年-1968年にかけて、アラン・ベイカーによって発表された『ベイカーの定理』とは、「対数関数の一次形式に対する線形独立性、および下界の評価に関する定理」で、多くの不定方程式について、整数解が有限個しか存在せず、しかもそれらは有効的に計算可能であることを示した。また、類数が 1, 2 である虚二次体の決定の際にも使用される等、数論の様々なところで応用されている。

## 関連図書
- Gisbert Wüstholz(Ed): A Panorama of Number Theory or The View from Baker's Garden, Cambridge Univ. Press, ISBN 978-0-521-80799-9 (2002).